# ゴー・ディープ
「ゴー・ディープ」(Go Deep)は、ジャネット・ジャクソンの楽曲。6枚目のスタジオ・アルバム『ザ・ヴェルヴェット・ロープ』から4枚目のシングルとして発売された。

## ミュージックビデオ
ミュージック・ビデオの監督はジョナサン・デイトン&ヴァレリー・ファリスが務め、歌手としてデビューする前のAIがバックダンサーの一人として出演している。

## 収録曲
マキシ・シングル
1. ゴー・ディープ (アルバム・ヴァージョン)
2. ゴー・ディープ (T.R.ファンク・ミックス)
3. ゴー・ディープ (ロニ・サイズ・リミックス)
4. ゴー・ディープ (マスターズ・アット・ワーク・オルタナティヴ・ミックス)
5. ゴー・ディープ (マスターズ・アット・ワーク・ダウン・テンポ・ミックス)

## チャート
| チャート (1998年)                             | 最高位 |
| --------------------------------------------- | ------ |
| オーストラリア (ARIA)                         | 39     |
| ベルギー (Ultratip Flanders)                  | 15     |
| カナダ (Nielsen SoundScan)                    | 9      |
| カナダ トップシングルス (RPM)                 | 2      |
| カナダ ダンス/アーバン (RPM)                  | 3      |
| カナダ コンテンポラリー・ヒット・ラジオ (BDS) | 2      |
| ヨーロッパ (European Hot 100 Singles)         | 28     |
| フランス (SNEP)                               | 22     |
| ドイツ (GfK Entertainment charts)             | 72     |
| アイスランド (Íslenski Listinn Topp 40)       | 10     |
| オランダ (Dutch Top 40)                       | 38     |
| オランダ (Single Top 100)                     | 54     |
| ニュージーランド (Recorded Music NZ)          | 13     |
| スコットランド (Official Charts Company)      | 25     |
| UK シングルス (OCC)                           | 13     |
| UK ダンス (OCC)                               | 5      |
| UK R&B (OCC)                                  | 3      |
| イギリス エアプレイ (Music Week)              | 28     |
| US Radio Songs (Billboard)                    | 28     |
| US Dance Club Songs (Billboard)               | 1      |
| US Pop Airplay (Billboard)                    | 12     |
| US R&B/Hip-Hop Airplay (Billboard)            | 11     |
| US Rhythmic (Billboard)                       | 8      |

| チャート (1998年)                            | 順位 |
| -------------------------------------------- | ---- |
| カナダ (RPM)                                 | 29   |
| カナダ アーバン (RPM)                        | 33   |
| 全米 メインストリーム トップ40 (Billboard)   | 42   |
| 全米 R&B/ヒップホップ エアプレイ (Billboard) | 72   |
| 全米 リズミック (Billboard)                  | 37   |